# 샴푸 (란마½)
샴푸(シャンプー)는 일본의 애니메이션 〈란마 ½〉의 등장인물이다.
중국의 여걸족 출신으로, 중국의 주천향에서 증조할머니 코롱과 함께 수련하다가 묘익천에 빠져 고양이로 변하는 체질이 되었다. 란마가 고양이를 매우 무서워하는 탓에, 샴푸는 자신의 체질을 이용해서 종종 란마를 협박하기도 한다. 할머니가 운영하는 중식당 묘반점(猫飯店)에서 웨이트리스로 일하고 있다. 중국 출신인 탓에 작중에서 일본어가 능숙하지 않다. 란마에게 열렬히 대시하는 소녀들 중 한 명이다. 소꿉친구인 무스가 그녀를 좋아하고 있으나, 정작 본인은 어렸을 때 무스를 이겼다는 이유로 관심을 주지 않는다.
여걸족 출신답게 힘과 무술실력도 상당하며, 극중 등장하는 여성 캐릭터들 중에서 무술로 그녀를 이길 수 있는 사람은 코롱을 제외하면 여자 란마 뿐이다.
코믹스판에서 딱 한 번 그녀의 아버지가 등장한 적이 있지만, 애니메이션에서는 언급조차 없다.

## 외모
보랏빛이 도는 파란색의 긴 머리에 빨간색 눈을 갖고 있다. 작중의 다른 여성 캐릭터들 못지 않은 미모의 소유자로, 남성 독자들은 물론 작중에 등장하는 남자들 사이에서도 인기가 많다. 그녀가 일하는 묘반점의 남자 손님들의 대부분이 음식 외에도 그녀를 보기 위해 찾아올 정도이다.

## 란마와의 관계
란마와의 첫 만남은 악연(惡緣)으로 시작했다. 란마와 겐마가 중국에서 수련할 때 여걸족의 마을을 지나게 됐는데, 마침 샴푸가 참가한 결투가 벌어지고 있었다. 결투의 최종 승자는 샴푸가 되었는데, 그 사이 란마와 겐마가 결투에 걸린 상품들을 먹어치우고 있었던 것이다. 이를 본 샴푸는 란마에게 결투를 신청했고, 란마가 이기고 말았다. 문제는 란마가 여자 몸이었던 탓에, 샴푸는 '다른 지방의 적에게 지면 그 적에게 죽음의 키스를 남기고 죽인다'라는 여걸족의 규율에 따라 란마에게 죽음의 키스를 남기고 그를 죽이기 위해 끝까지 쫓아다녔다.
급기야는 일본에 건너와서 텐도가에까지 찾아왔으나, 텐도가에서 란마와 만났을 때는 란마가 남자 몸이었기 때문에 옆에 있는 아카네를 협박하면서 (여자)란마를 내놓으라고 한다. 이를 저지하기 위해 란마가 끼어들고, 샴푸를 기절시키면서 또 한 번 이긴 꼴이 되었다. 하지만 샴푸는 죽음의 키스를 하지 않고 란마에게 "워 아이 니(사랑합니다)"라고 하면서 키스를 한다. '죽음의 키스를 하는 건 적이 여자일 때이고, 적이 남자라면 남편으로 맞이한다'가 규율이었던 것이다. 결국 란마는 샴푸 앞에서 자신의 비밀을 밝히고, 샴푸는 "비에라(안녕, 작별인사)"라는 말을 남기고 중국으로 돌아간다.
얼마 후 텐도가로 샴푸가 보낸 고양이 한 마리가 배달되었는데, 다름 아닌 샴푸 본인이었다. 주천향에서 수련하다가 고양이로 변하는 묘익천에 빠진 것이다. 이 이후로는 할머니와 함께 계속 일본에 거주하면서 란마와 결혼하기 위해 온갖 일을 벌이고 있다.